# Анастасія Цілімпіу
Анастасія Цілімпіу (англ. Anastasia Tsilimpiou, грец. Αναστασία Τσιλιμπίου; нар.12 листопада 1997, Афіни, Греція) — грецька акторка. Стала відомою завдяки ролі юної Кесем Султан у турецькому серіалі «Величне століття: Нова володарка».

## Біографія
Анастасія народилася 12 листопада 1997 року. У 8 років грала у серіалі «Серце ангела». До цього маленька дівчинка працювала у модельному бізнесі, також грала у театрі та знімалась у декількох драматичних фільмах. Тепер вона є однією з високооплачуваних актрис Греції. Після затвердження її на роль Кесем почала вчити турецьку мову та тимчасово переїхала до Стамбулу.

## Фільмографія
| Рік       |   | Українська назва                 | Оригінальна назва         | Роль                      |
| --------- | - | -------------------------------- | ------------------------- | ------------------------- |
| 2005      | ф | Серце Ангела                     | Аγγελоς Heart             | донька Мірелли            |
| 2005—2008 | с | Чудо Енні Сіліван                | Το Θάυμα της Enna Silivan | Енна Сіліван              |
| 2010      | ф | Зоряні війни                     | Πоλεμоι των άστρων        | Єлена Келер               |
| 2010—2011 | с | Острів                           | To νησί                   | Марія Петракі в дитинстві |
| 2015      | с | Величне століття. Нова володарка | Muhteşem Yüzyıl Kösem     | Махпейкер-хатун (Настя)   |
| 2016      | с | Сльози Бога                      | Τα δάκρυα του Θεού        |                           |